# Штучне волокно
Штучні волокна — волокна, які одержують з продуктів хімічної переробки природних полімерів.
Хімічна промисловість виробляє такі штучні волокна:
- Ацетатне волокно — це волокно ацетилцелюлозне, в якому 74-92 відсотки гідроксильних груп є ацетильованими.[1]
- Купро (cupro) (Мідно-аміачне волокно) — це регенероване целюлозне волокно, отримують в результаті мідноаміачного процесу.[1]
- Альгінат (alginate) — це волокно отримують із солей металу альгінової кислоти.[1]

- Волокно Seacell

- Модал (modal) — це регенероване целюлозне волокно отримують в результаті модифікованого віскозного процесу.[1]
- Протеїн (protein) — це волокно отримують з натуральних протеїнових речовин, що регенеровані і стабілізовані за допомогою дії хімічних агентів.[1]

- Соєве волокно — отримують з перероблених рослинних бобів сої.
- Волокно молочного протеїну.

- Триацетат (triacetate) — це целюлозне ацетатне волокно, в якому не менш як 92 відсотки гідроксильних груп ацетильовані.[1]
- Віскозне волокно (viscose) — це регенероване целюлозне волокно, яке отримують в результаті віскозного процесу.[1]

У світовій практиці штучні волокна (віскозні, ацетатні, триацетатні) мають різні позначення на етикетках: zoyon, acrylique, zelltuch, rayonne.